# Crveni Peristil
Crveni Peristil, oblik konceptualne umjetnosti nastao 11. siječnja 1968. godine urbanom intervencijom u prostor Dioklecijanove palače u Splitu. Tom prilikom obojan je pod Peristila u crvenu boju. Autori su bili splitski studenti umjetnosti.

## Povijesni kontekst
Krajem Drugog svjetskog rata Tito je osigurao velika područja za sklop buduće države te je radio na stvaranju vlastitog kulta ličnosti, do smrti uspješno balansirajući između Istoka i Zapada. Kako su godine odmicale, ravnopravnost koju je Tito obećavao sve je više blijedjela te su se autonomije pojedinih naroda gubile pod pritiskom organa vlasti. Tako se godine 1963. godine novim ustavom utopijski jamči veća autonomija i ravnoteža između pojedinih federativnih republika, a usvaja se i naziv Socijalistička Federativna Republika Jugoslavija. Atmosfera Hladnog rata i stalne napetosti pogađala je svaki dio svijeta, koliko god se pritom to sve činilo daleko. Ograničavanje slobode govora, pisanja pa i mišljenja prelazilo je i na umjetničku sferu, u kojoj je kreativnost pojedinaca bila zaustavljena zahtjevima i preferencijama režima. Poslijeratno doba obilježeno je stremljenjem ka ostvarivanju boljih uvjeta života, koje novo uspostavljeni totalitarni režimi nisu ispunili. Godina 1967. bila je svojevrsna godina pripreme za razne studentske prosvjede koji su se dogodili naredne godine. Pooštravanje situacije moguće je proučiti na primjeru Italije, u kojoj su krajem 1967. godine izbili studentski prosvjedi, koji su ipak na vrijeme sanirani, odnosno ugušeni. Valovi tih prosvjeda nisu zaobišli ni tadašnju Jugoslaviju, iako je domaćoj sceni bio zanimljiviji eksperimentalni način iskazivanja potencijalnog nezadovoljstva pojedinim sferama javnog, kulturnog ili nekog drugog života. Iako je početno intenziviranje situacije započelo te revolucionarne godine, prosvjedi su u Jugoslaviji potpuno eskalirali 1971. godine kada su organi vlasti primijenili represivne metode zaustavljanja prosvjeda. 

## Umjetnička scena
Umjetnička scena Jugoslavije bila je snažna, ali često i centralizirana oko velikih žarišta kao što su Beograd i Zagreb. Mnogi smatraju da je Jugoslavija držala kulturni korak sa svijetom upravo zahvaljujući nekim od naših tada aktivnih umjetničkih grupa. Gorgona, EXAT 51, Grupa šestorice autora i povezanost tih grupa s raznim svjetskim umjetnicima dokaz su procvata umjetničke aktivnosti. S obzirom na čestu, nekad i nesvjesnu, centralizaciju umjetničke scene, primjer Crvenog Peristila u Splitu predstavlja trzaj jedne udaljene scene, koja je time dokazala da se može nositi sa svim zahtjevima tadašnje priznate umjetničke produkcije. 

## Crveni Peristil
Početkom 1968. godine, preciznije 11. siječnja, Peristil, središnji trg Dioklecijanove palače, osvanuo je obojan u crvenu boju. Nakon prvotnog šoka građana, nije bilo teško raskrinkati skupinu od nekoliko studenata koji su to jutro prolili tridesetak litara boje na spomenuti trg. Splitski studenti pažljivo su se pripremali za akt, koji će kasnije biti prepoznat kao prva umjetnička intervencija na ovim područjima. Prema navodima iz članaka objavljenih dan kasnije, neki od aktera bili su Slaven Sumić i Pavle Dulčić, studenti pedagoške akademije likovnog smjera, Radovan Kegej te još petorica mladića od kojih su trojica učenici Škole za primijenjenu umjetnost. Studenti su se pripremali u napuštenom potkrovlju u ulici u neposrednoj blizini Peristila (Andrije Alešija broj 6), što im je omogućilo brzo bježanje s mjesta ''zločina" i skladištenje boje koju je, po svjedočenju ostalih, Pavle Dulčić kupovao nekoliko tjedana za redom u manjim količinama, kako ne bi bio sumnjiv trgovcima. Revolucionarnost toga događaja vidljiva je u njenom današnjem priznanju, ali i činjenici da je grupa studenata bila kažnjena i zatvorena u jednom galerijskom prostoru na nekoliko sati, nakon čega su i očistili crvenu boju sa samog trga. Dan nakon, 12. siječnja, novinski su naslovi bili puni osude za ono što se inicijalno smatralo činom vandalizma nad javnim prostorom. Prva ideja je bila crvenom bojom intervenirati u Narodni trg, popularnu ''Pjacu'', a postojale su i rasprave u vezi boje. U jednom se trenutku čak javila ideja o bojanju Peristila u uzorak šahovnice, što bi bilo možda i mnogo provokativnije, ali je odabrana crvena kao boja koja nosi revolucionarne konotacije.

## Članovi
Grupa se počela okupljati pod imenom Crveni Peristil od 1966. do 1968. godine, a članovi su bili: Pavao Dulčić, Tomo Čaleta, Vladimir Dodig – Trokut, Slaven Sumić, Nenad Đapić, Radovan Kogej, Srđan Blažević i Denis Dokić. Nakon istupa na Festivalu kratkometražnog filma godinu kasnije nazivaju se Grupa 30. Imali su niz manjih performansa i akcija, a i neki od članova su i prije - ali i poslije akcije Crveni Peristil – bili aktivni na umjetničkoj sceni.
Pavao Dulčić, kojeg navode kao srce projekta, prije akcije bavio se slikarstvom. Odlazi u Švedsku gdje stvara neke od svojih najboljih djela, ali i zapada u probleme s drogom. Godine 1974. baca se pod vlak te preživljava, da bi preminuo u psihijatrijskoj bolnici.
Tomo Čaleta bacio se s trinaestog kata nebodera u sklopu svog performansa Ja sam umjetnik (1972.), prilikom kojeg je nosio oko vrata pločicu s natpisom „Ja sam umjetnik“.
Vladimir Dodig – Trokut je još uvijek aktivan umjetnik, poznat po svojem konceptu Antimuzeja i kolekciji od više tisuća artefakata. Iako je upitno je li s ostalim umjetnicima sudjelovao u izvođenju akcije, broji ga se kao člana grupe.
Slaven Sumić, najbliži prijatelj pokojnoga Pavla Dulčića. Njegov intervju donio je prevrate u istraživanju i promišljanju Crvenoga Peristila, jer Dodig – Trokut nije najpouzdaniji izvor. Umro je u lipnju 2025. godine. 
Radovan Kogej i Denis Dokić također su primarni članovi grupe koji su i sudjelovali u organizaciji izložbe Ono što je prethodilo Crvenom Peristilu.

## Umjetnička vrijednost
Crveni Peristil nesumnjivo je intervencija u javni prostor, ali je i znatno diferencirana od tipičnog land arta ili performansa. Jednostavan čin izlijevanja boje na gradski trg ima slojevite pobude i iskazuje veliko nezadovoljstvo tadašnjom umjetničkom, ali i političkom scenom. Isprepleli su iskazivanje nezadovoljstva na umjetničkoj i političkoj sceni upravo onako kako su one bile isprepletene u stvarnom životu tadašnjeg vremena. Revolucionaran čin prozvan je, naravno, vandalizmom i mladići su kažneno gonjeni, dok je umjetnička intervencija pod nazivom Crveni Peristil ostala mistificirana, ali nikad do kraja istražena ili katalogizirana. Mistifikacija je dijelom zaslužna za popularnost i prepoznatljivost Crvenoga Peristila, ali i brojne reinterpretacije poput Crnog, Zelenog i Žutog Peristila.
Grupa je radila još mnoge manje akcije poput bojanja fontana, ideje omatanja Grgura Ninskog ili nebodera, razapinjanje konca od Splita do Brača, dok su na Venecijanskom biennaleu nosili natpise anti-bijenalskog sadržaja.

## Analogije s drugim akcijama

### Zeleni Peristil
U sklopu trodnevnog skupa ekoloških stranaka Ante Kuštre intervenirao je u prostor Peristila 1989. godine slaganjem zelenih ploča od iverice, piramide od naranči i aktivirajući sudionike skupa te prolaznike na sudjelovanje u intervenciji. Sasvim legalna intervencija koja se ogradila i od vandalizma ne koristeći boju, već slažući spomenute ploče nije naišla na očekivani odjek i Kuštrinov traženi proces vjenčavanja stanovnika i grada, zbog nezainteresiranosti za ekologiju i općenitom atmosferom, rezultirao je neuspjehom.

### Crni Peristil
Trideseta obljetnica originalnog Crvenog Peristila obilježena je još jednom umjetničkom intervencijom i popratnim skandalom. Crni krug na Peristilu načinio je umjetnik Igor Grubić, želeći se osvrnuti na trideset godina šutnje o Crvenom Peristilu, ali i crnom bojom pokazati društveno stanje u državi i na umjetničkoj sceni. Osim tim činom koji podsjeća na Crveni Peristil, Grubić je izrekao istu laž kada su ga prolaznici upitali što čini, a na vrata obližnje trgovine je zalijepio papir s natpisom svog nauma (U čast grupi Crveni Peristil 30 godina poslije. Peristil poput magičnog ogledala odražava stanje društvene svijesti. Crni Peristil)
Crni Peristil imao je trajanje i procesionalan karakter, je je bilo potrebno više mjeseci da se otkrije da je ''krivac'' upravo umjetnik Igor Grubić (protiv kojega je dignuta i optužnica, a dobio je i poziv iz Odjela za terorizam i ratne zločine) i da on, sa sakupljenom dokumentacijom prijavi svoj rad na 33. zagrebački Salon i dobije drugu nagradu čime su zli komentari ušutkani, a priča okončana. Grubić je prijavom rada na spomenutu smotru htio potaknuti raspravu i dijalog o problemima kojima se bavi; kao umjetnik veoma je socijalno osjetljiv te priželjkuje svakakav oblik kritičke rasprave i sagledavanja društvenih i političkih situacija. Crni Peristil trebao je upozoriti na razočaravajuću tadašnjicu, no umjesto raspravom javnost je reagirala njegovom pokudom i potvrđivanjem njegovih sumnji i strahova. Iako je koristio lako uklonjivu boju, javnost ga je osuđivala zbog povređivanja javnog prostora, zatvarajući oči pred katastrofalnim stanjem Peristila. Nakon prvotnih osuda (najviše od crkvene i političke vlasti, gradonačelnika i dogradonačelnika) struka se odazvala i uputila pozitivne komentare, iako to u  većoj mjeri nije bilo prepoznato.

### Žuti Peristil
Vrijeme ''idućeg Peristila'' bio je mjesec studeni 2009. godine, a akteri akcije navijačka skupina Torcida, oni od kojih se nešto takvo najmanje očekivalo. Suprotstavljajući se kerumizaciji Hajduka, navijačka skupina je Peristil obložila žutim materijalom s natpisom ''Kodeks'' koji je neodoljivo podsjećao na poznate žute vrećice trgovina ''Kerum''. Iako su mnogi u tome pogrešno prepoznali prijetnju, navijačka skupina se pokazala kao izuzetno osjetljiva i uključena u povijest grada i tradiciju umjetničke intervencije kao što je Crveni Peristil, vjerojatno i veću upućenost od onih protiv kojih su okrenuti, ali i mnogih drugih.
Odlična akcija pokazuje ukorijenjenost Crvenog Peristila u splitsko kulturno pamćenje, a i sama činjenica da je to izvela navijačka, ili neka druga, a ne skupina umjetnika, na jedan specifičan način podiže kvalitetu i posebnost tog čina kojim su se određeni slojevi Torcide pokazali kao skupina vrijedna poštovanja i na drugim poljima, osim u sferi navijača i obožavatelja nogometnog kluba Hajduk.

### Nikola Bojić - Majorian 458
Mladi povjesničar umjetnosti i umjetnik Nikola Bojić 2008. godine je, potaknut raspravama o gradnji na Cvjetnom trgu u Zagrebu (Horvatinčićev centar), poslao brojnim medijima (i prijavio na Zagrebački Salon) svoj projekt gradnje četveroetažne staklene zgrade poslovno-stambene namjene na Peristilu, u srcu Dioklecijanove palače. Projekt pod umjetničkim imenom Majorian 458, dakako, nije bio ozbiljan i većina medija je prenijela da se radi o umjetničkoj intervenciji, no usprkos tome reakcije su bile snažne i negativne. Radi se o zamišljenom arhitektonskom projektu po kojem se na prostoru Peristila predviđa gradnja ostakljenih troetažnih poslovno-stambenih objekata koji se ničim ne razlikuju od većine zgrada što se svakodnevno dižu po čitavoj državi.
Unatoč brojnim krivim informacijama ideja umjetnika Nikole Bojića je bila jasna i ostvarena. Htio je potaknuti diskusiju o javnom prostoru i modelima urbanog razvoja koji stavljaju kulturne vrijednosti ispred spekulacija na tržištu nekretnina. Iako su mediji navodili kako se radi o umjetničkoj intervenciji, reakcije građana su bile žestoke, jer su oni vidjeli agresivne arhitektonske vizualizacije popraćene bombastičnim naslovima. 

### Gildo Bavčević
Svjetski dan globalnih prosvjeda 15. listopada, u Splitu je prošao u okviru još jedne uspomene na Crveni Peristil i jedne individualne intervencije. Različita od svih drugih intervencija, akt Gilda Bavčevića je smjesa performansa i intervencije. On se manjim dijelom referira na Crveni Peristil, a većim dijelom obilježava dan globalnih prosvjeda ispisujući vlastitom krvlju ''Dosta 15.10.2011.'' na komad bijele tkanine položen na ploče Peristila.
Iako na prvi pogled Crveni Peristil ima mali udio u ovom performansu, bijela plahta može simbolizirati umanjenu verziju Peristila dok je umjetnikova krv ona crvena boja kojom je Peristil originalno prebojan. Također, umjetnik nije bježao od svog djela niti ga je izveo pod okriljem noći, već je i sebe i gledatelje izravno suočio s njim shvaćajući potrebu izravnog djelovanja i drastičnog reza.
Riječ je o zanimljivom primjeru performansa u gradskoj jezgri i aktivnog oživljavanja intervencije Crveni Peristil u jednom novom, modernom rječniku.

## Problemi interpretacije - politika ili umjetnost?
Nedostatak dokumentacije i traženje podataka u prašnjavim novinskim člancima jedini je izlaz  iz problema te prirode, ali najveći je problem taj što dokumentacije možda i nema, već postoje samo podijeljena mišljenja struke i javnosti. Iako nesiguran, Vladimir Dodig – Trokut jedan je od važnijih izvora barem za podatke o frakciji i formiranju grupe Crveni Peristil, iako njegove informacije nisu uvijek pouzdane. Jedan od problema ovog slučaja, kao i situacije u bivšoj državi, koji se i s promjenom političkog sustava održao, taj je što nema podataka o životima umjetnika zbog općenitog nedostatka interesa za ta i srodna područja. Nadalje, povremeni nedostatak općeg sluha javnosti na intervencije slične naravi nisu tvorile plodno tlo za razvoj osobnosti umjetnika i organiziranje daljnjih intervencija i često su rezultirale osudom javnosti i zamiranjem takve aktivnosti kojih bi možda bilo još više.  

## Vanjske poveznice
- Avantgarde Museum
- Razgovor s Vladimirom Dodigom Trokutom